# Kokrajhar
Kokrajhar (o Kokarajhar) è una suddivisione dell'India, classificata come municipal board, di 31.152 abitanti, capoluogo del distretto di Kokrajhar, nello stato federato dell'Assam. In base al numero di abitanti la città rientra nella classe III (da 20.000 a 49.999 persone).

## Geografia fisica
La città è situata a 26° 23' 60 N e 90° 16' 0 E e ha un'altitudine di 37 m s.l.m..

## Società

### Evoluzione demografica
Al censimento del 2001 la popolazione di Kokrajhar assommava a 31.152 persone, delle quali 16.335 maschi e 14.817 femmine. I bambini di età inferiore o uguale ai sei anni assommavano a 2.993, dei quali 1.533 maschi e 1.460 femmine. Infine, coloro che erano in grado di saper almeno leggere e scrivere erano 24.684, dei quali 13.673 maschi e 11.011 femmine.